# Pío Giraudi
Pío Pablo Giraudi, funcionario y político argentino.

## Comisionado municipal
El 17 de mayo de 1946, Argentino S. Auchter asumió como gobernador de Córdoba. Se esperaba que en un breve tiempo, Auchter convocara a elecciones para elegir a los intendentes de los municipios de la provincia. Esto no fue así debido al difícil contexto político que debió enfrentar, quedando intervenidas las comunas por varios años más.
En el caso de la ciudad de Córdoba, Auchter designó como comisionado municipal a Pío Pablo Giraudi, quien había sido secretario general del sindicato de propietarios de camiones. Asumió el 13 de junio de 1946, debiendo hacerse cargo de la comuna en medio de fuertes diferencias en el seno del gobierno y de los planteos presentados desde el Partido Laborista, que había integrado la alianza ganadora de las elecciones de ese año y que pretendía una mayor participación de sus partidarios en los diferentes cargos.
En la legislatura provincial, los laboristas y algunos opositores reclamaban la convocatoria a elecciones para intendente, invocando el principio de la autonomía municipal, aunque el motivo mayor era el enfrentamiento con el gobernador que había designado a Giraudi. Por entonces, la municipalidad firmó un convenio con las empresas de transporte, que aumentaba las tarifas y perjudicaba a los obreros, y desde el senado de la provincia, se formó una comisión investigadora para revisarlo. Desde el laborismo se denunciaron también prácticas fraudulentas en diversas licitaciones; de hecho, el senador Federico de Uña llegó a dar a conocer públicamente en el recinto los antecedentes policiales de Giraudi. Como consecuencia de estos acontecimientos, el ministro de gobierno presentó su renuncia, y el gobernador Auchter separó de su cargo a Giraudi “por licencia”, el 11 de marzo de 1947.
Asimismo, dos meses más tarde, el gobernador deslizó una posible vuelta de Giraudi como comisionado municipal. Esto no se concretó y poco después la provincia era intervenida por decreto del presidente Juan Domingo Perón.
En la capital no habría elecciones para intendente sino hasta 1958, dado que los mandatarios que gobernaron hasta entonces fueron nombrados por el gobierno provincial, aunque en el período comprendido entre 1949 y 1955, lo hicieron en virtud de la constitución peronista.